# 瀋陽五里河體育場

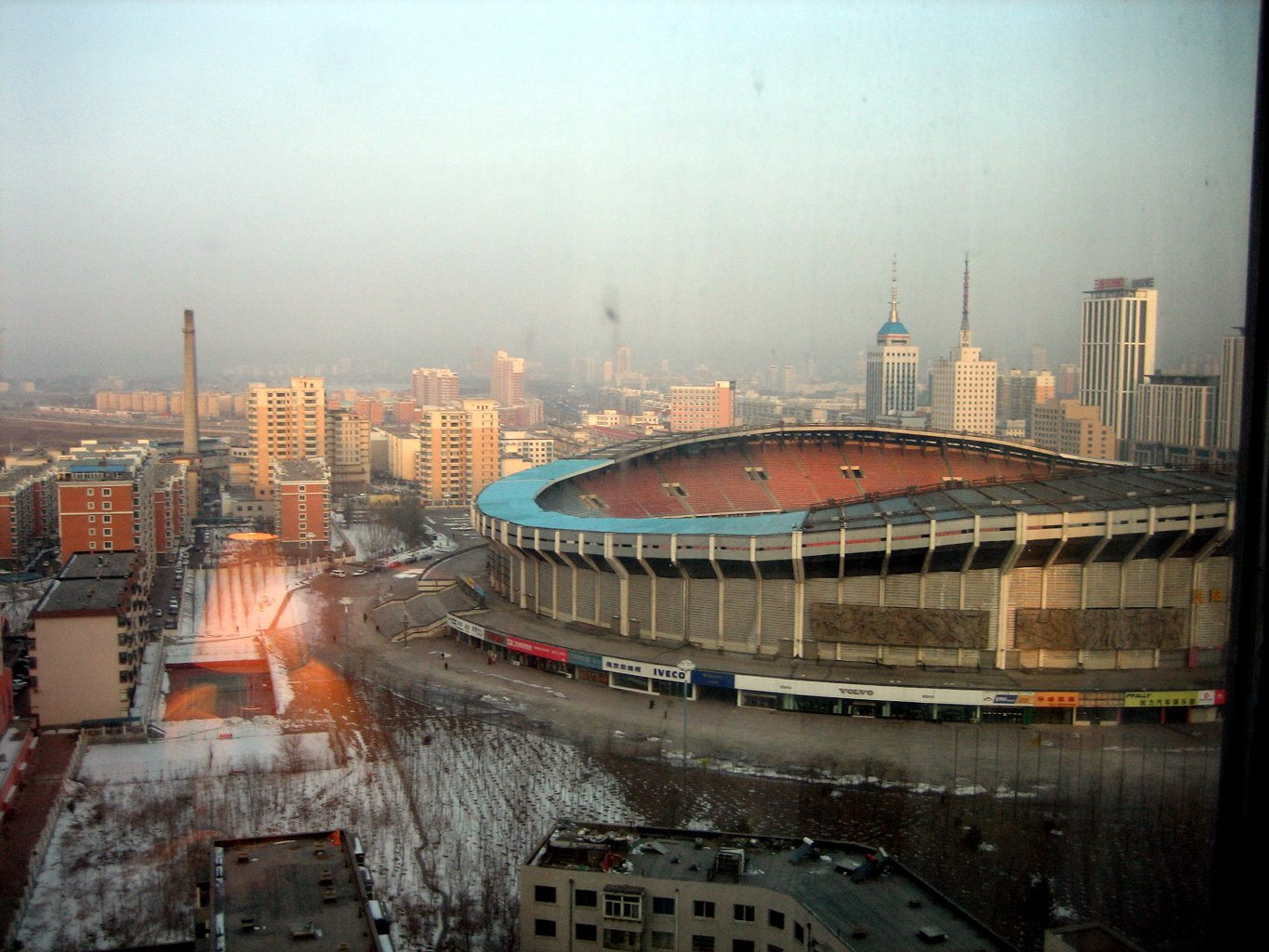
2006年拍摄的老五里河体育场

瀋陽五里河體育場（1989年–2007年）位於辽宁省沈阳市青年大街，隸屬於瀋陽市體育局。是原沈阳金德的主场。五里河體育場除了用於球賽用途外，更有時會舉行文娛活動。五里河體育場在2007年2月12日下午三時進行爆破拆除，由於體育場見證中國足球的發展而且只有18年的歷史，不少網民認為拆卸體育場是為浪費。

## 历史
此體育場是為了迎接1989年的第二屆全國青少年運動會而興建，並於1988年4月1日動工，經過兩次的擴建，在最終拆卸前建筑面積達5萬平方米，並設主席台座席350個、貴賓席615個以及90個包廂，可容納5萬多位觀衆。同時體育場包括了停車場、綠化草坪與一個巨型火炬塔。
在首期完工後，總建築面積77388平方米的瀋陽五里河體育場先舉辦了中國與巴西兩俱樂部—遼寧隊與桑托斯的友賽，隨後成為了第二屆全國青少年運動會的比賽場館。
1992年，體育場增建運動員與職員宿舍。6年後，為順利舉辦「亞體節」，體育場再次擴建。2000年，瀋陽海獅(即瀋陽金德的前身)取得了五里河體育場為主場，並在此進行他們的甲A聯賽；2005年1月6日，沈阳金德俱乐部更以300万元将五里河体育场冠名为“沈阳五里河金德体育场”。
另外，遼寧東藥隊曾於1989年的亞洲聯賽冠軍盃決賽中在該體育場以總比數3-2擊敗日本的日產足球俱樂部，成為中國第一个奪得亞洲冠軍的球會。2001年10月7日，中國在五里河體育場以1-0小勝阿曼，以首名資格出線2002年韓日世界盃，首度晉身世界盃決賽周，故此被傳媒視為中國足球的福地，沈阳市球迷协会更于2002年5月在五里河体育场东门竖立一座纪念中国队打进世界杯决赛圈的大型雕塑，这座雕塑在五里河体育场拆除后曾于沈阳观音屯一间工厂内存放5年，2012年在沈阳市图书馆重建。
2008年，瀋陽成為其中一個舉辦北京奧運足球的比賽場館之一，由於體育場未能合乎奧運標準，因此瀋陽市政府於2006年12月決定清拆該體育場並在浑河南岸另外新建瀋陽奧林匹克體育中心體育場以迎合其指標，新体育场仍以“五里河体育场”命名，原五里河体育场所在的地块则会被拍卖，以偿还修建沈阳奥体中心的贷款，该地块2006年12月20日由世茂集团以16亿元人民币投得。

## 資料來源
1. ↑  .   [2007-03-12]. （原始内容存档于2007-02-14）.
2. ↑  .   [2011-12-02]. （原始内容存档于2007-02-16）.
3. ↑  . 新浪体育. 2005-01-06  [2020-02-14]. （原始内容存档于2020-02-15）.
4. ↑  .   [2007-03-12]. （原始内容存档于2007-02-21）.
5. ↑  . 北京晚报. 2002-05-13  [2021-07-13]. （原始内容存档于2021-07-13）.
6. ↑  . 今日中国. 2002-06-01  [2021-07-13]. （原始内容存档于2021-07-13）.
7. ↑  . 华商晨报. 2012-06-18  [2021-07-13]. （原始内容存档于2021-07-15）.
8. ↑  五里河體育場 爆破拆除 中國足球福地 2001世界杯亞洲區預賽打響名號 18年輝煌走入歷史[永久]
9. ↑  . 足球报. 2006-12-07  [2024-04-10]. （原始内容存档于2024-04-10）.
10. ↑  . 搜狐证券. 2006-12-20  [2024-04-10]. （原始内容存档于2024-04-10）.
11. ↑  . 中国新闻网. 2007-05-27  [2024-04-10]. （原始内容存档于2024-04-10）. 5月27日，世茂·五里河沈阳第一高楼在五里河体育场原址奠基